# Tod Robinson Caldwell
Tod Robinson Caldwell, född 19 februari 1818 i Morganton, North Carolina, död 11 juli 1874 i Raleigh, North Carolina, var en amerikansk politiker. Han var viceguvernör i North Carolina 1868–1870 och delstatens guvernör från 1870 fram till sin död. Han var först whig och efter amerikanska inbördeskriget republikan.
Caldwell utexaminerades 1840 från University of North Carolina at Chapel Hill och arbetade sedan som advokat. År 1842 blev han invald i delstatens representanthus som whig. Efter fyra mandatperioder i North Carolinas representanthus satt han en mandatperiod i North Carolinas senat. Han var motståndare till North Carolinas utträde ur USA och valde nordstaternas sida i inbördeskriget. Efter kriget var Caldwell och guvernör William Woods Holden nyckelfigurer bland republikanerna i North Carolina. År 1868 inrättades viceguvernörsämbetet i North Carolina och Caldwell fick tillträda som viceguvernör. År 1870 tillträdde han sedan som guvernör. Caldwell avled år 1874 i ämbetet och gravsattes på Forest Hill Cemetery i Morganton.